# Стадион Васил Левски
Национални стадион Васил Левски (буг. Националният стадион Васил Левски) налази се у Софији, Бугарска. Један је од највећих стадиона у земљи, која има капацитет од 43.340 места, а име је добио по бугарском народном хероју Василу Левском.
Стадион је изграђен 1953. године, а током своје историје био је реновиран 1966. и 2002. године. Раније, на месту где је сада стадион, налазио се мањи стадион „Јунак“, који је користио ФК Левски Софија. У време када је саграђен стадион, имао капацитет од 80.000 гледалаца. Велику реконструкцију стадиона, у складу са новим стандардима УЕФА је почела 1998. године, када су постављена седишта за гледаоце.
На овом стадиону бугарска фудбалска репрезентација игра своје домаћинске утакмице, а у последњих неколико година, овај стадион користе и два највећа фудбалска клуба у Бугарској, ЦСКА и Локомотива из Софије.
Осим за фудбалске сврхе, стадион располаже и са халом за џудо, гимнастику, кошарку, бокс, итд.
На њему се често одржавају музички концерти.
Најпосећенији концерт икада у Бугарској, самим тим и на стадиону Васил Левски, одржала је југословенска звезда Лепа Брена 1990. године, пред више од 100.000 људи. Овај рекорд у Бугарској ниједна музичка звезда није оборила до данас. Куриозитет концерта јесте начин на који је Лепа Брена стигла на стадион - тако што се из хеликоптера тадашњег бугарског председника Тодора Живкова директно спустила на сцену.
Српска певачица Драгана Мирковић је 1991. године одржала концерт пред око 50.000 људи.
Амерички хеви метал бенд Металика је у склопу европске турнеје одржао концерт на стадиону. Догађају је присуствовало око 50.000 фанова.
Америчка суперзвезда Мадона је у склопу своје европске турнеје 29. августа 2009. одржала концерт пред око 54.000 фанова.
14. маја 2010. године аустралијски рок бенд АЦ/ДЦ је одржао концерт пред готово 60.000 посетилаца.